# Pilosocereus royenii
Pilosocereus royenii là một loài thực vật có hoa trong họ Cactaceae. Loài này được (L.) Byles & G.D. Rowley miêu tả khoa học đầu tiên năm 1957.

## Hình ảnh

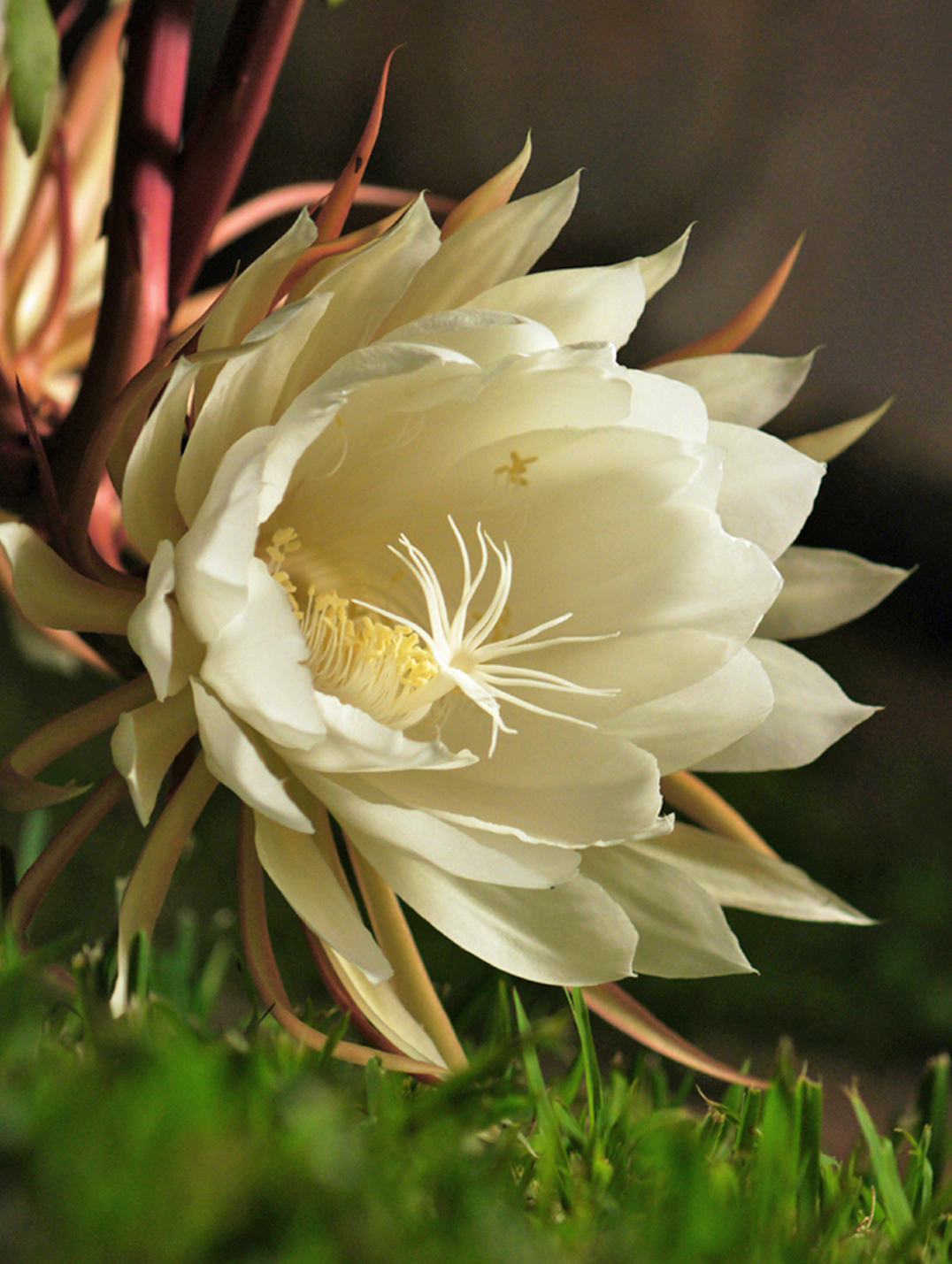
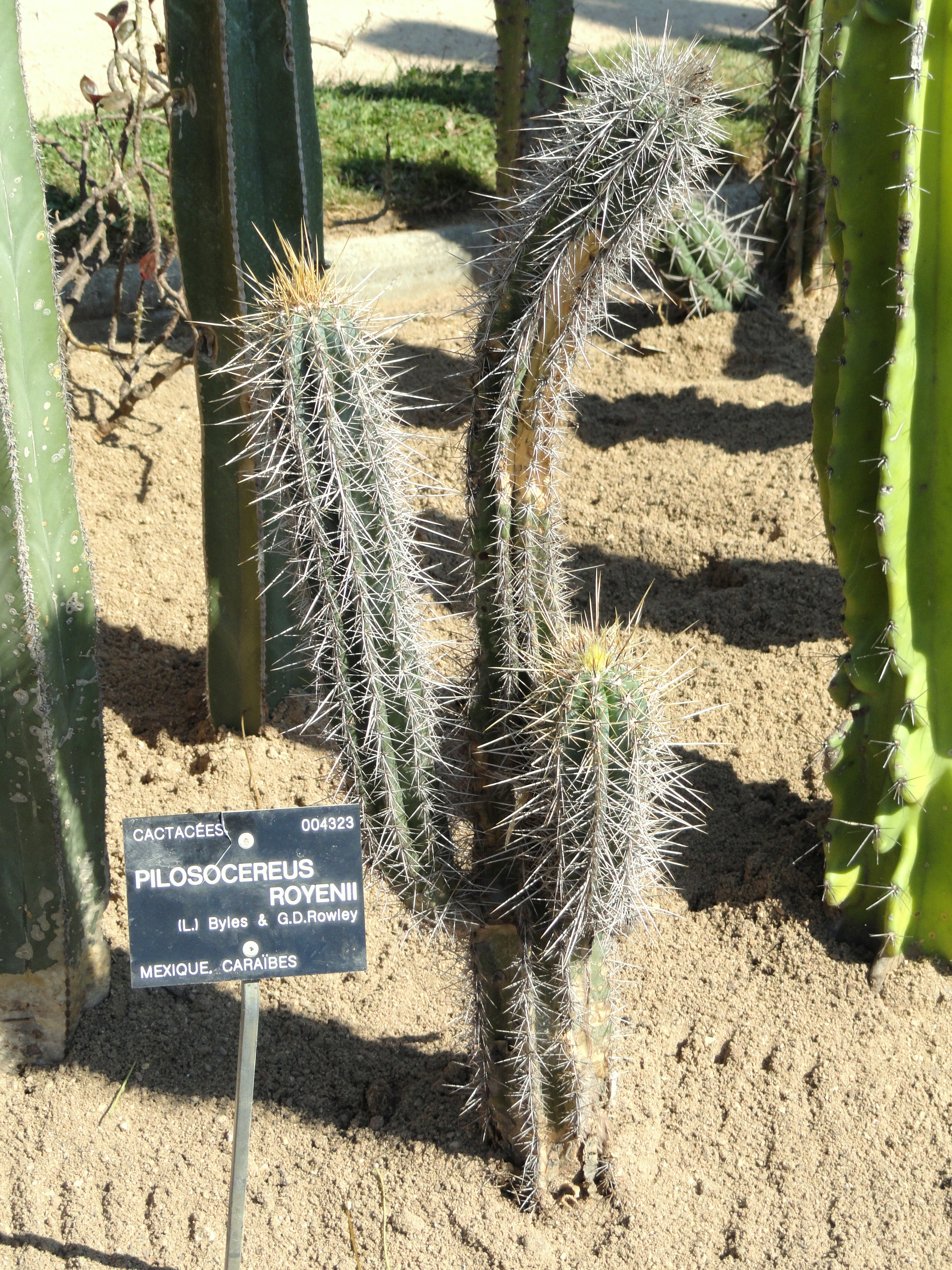
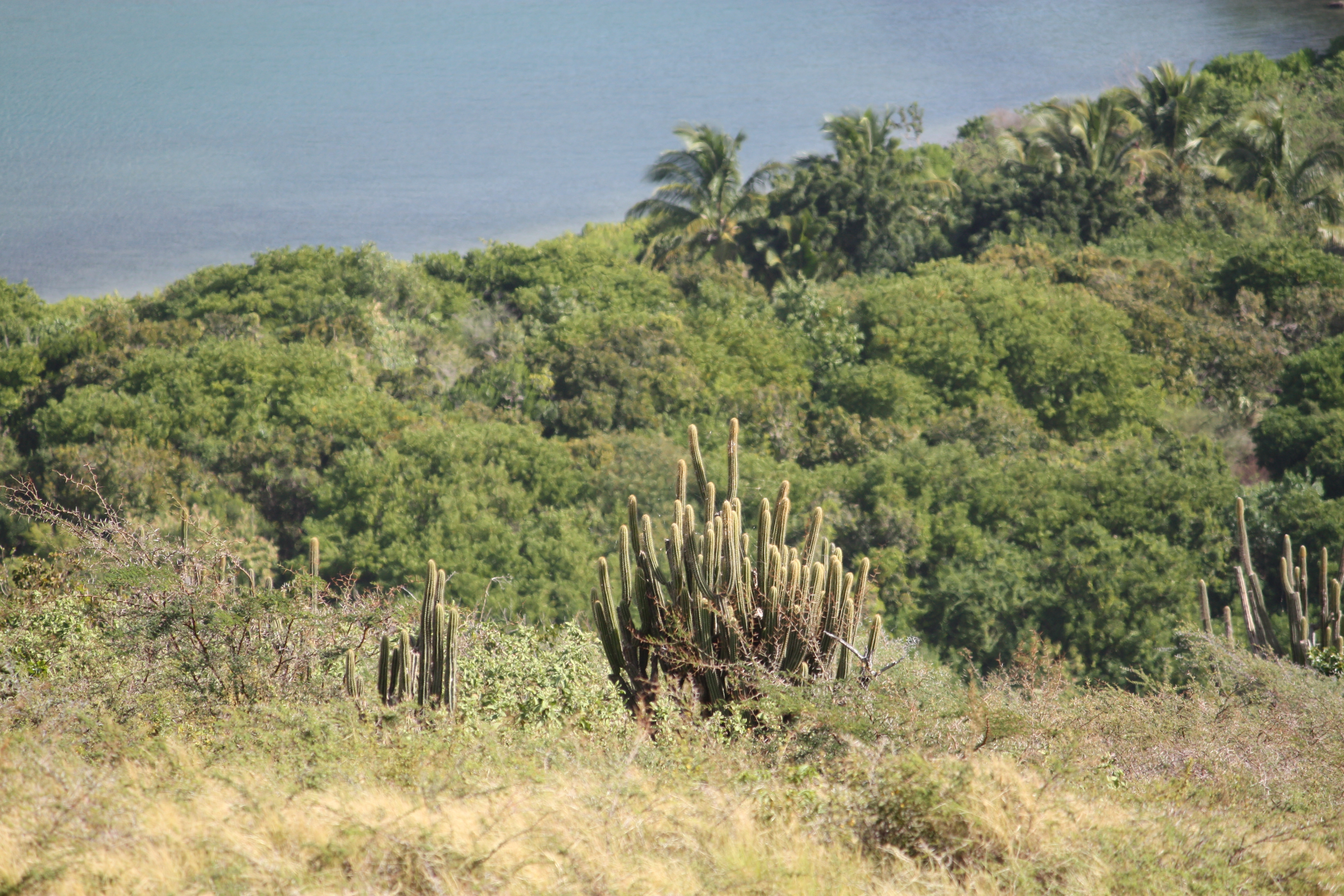
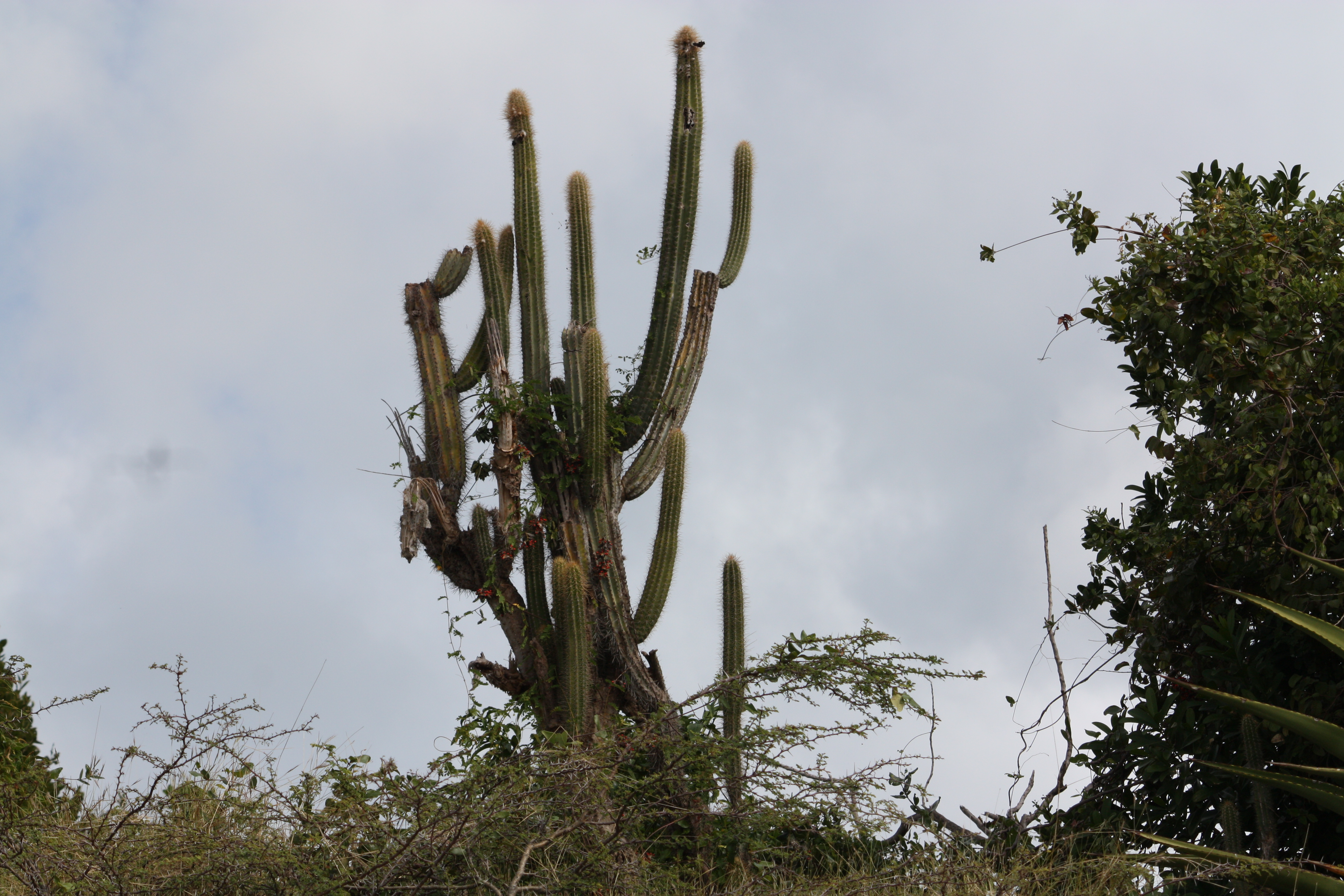